# Comuna Novi Vîrkî, Bilopillea
Novi Vîrkî (în ucraineană Нові Вирки) este o comună în raionul Bilopillea, regiunea Sumî, Ucraina, formată din satele Babakivka, Novi Vîrkî (reședința) și Stari Vîrkî.

## Demografie
Componența lingvistică a comunei Novi Vîrkî
     Rusă (56,79%)
     Ucraineană (42,38%)
Conform recensământului din 2001, majoritatea populației comunei Novi Vîrkî era vorbitoare de rusă (56,79%), existând în minoritate și vorbitori de ucraineană (42,38%).